# Hesperonemastoma packardi
Hesperonemastoma packardi is een hooiwagen uit de familie Ceratolasmatidae.